# 門あさ美
門 あさ美（かど あさみ、1955年10月17日 - ）は愛知県名古屋市出身の女性シンガーソングライター。代表曲に「ファッシネイション」「Lonely Lonely」「月下美人」など。

## 来歴・人物
金城学院大学卒業。ヤマハポピュラーソングコンテスト出身。
1975/4/6　愛知県勤労会館　第9回ポプコン中部グランプリ大会　入賞「世界中の光を」詩・小野峰人　曲・秋山雅一　歌・門あさ美・安藤こうじ　この回の中部グランプリは、八神純子と柴田容子。
1977/4/3　愛知県勤労会館　第13回ポプコン中部グランプリ大会にて2曲歌う。「バラード」「あれから」
1979年9月5日シングル『ファッシネイション』でテイチク（現在のテイチクエンタテインメント。発売当時、レーベル名は「ユニオンレコード」）からデビュー。「ファッション・ミュージック」というキャッチフレーズが使われていたように、ジャンルとしてのニューミュージックの中でも、より洗練されたイメージでプロモーションされていた。「月下美人」（1981年9月25日）は当時東亜国内航空の秋のキャンペーンソングに起用された。
1987年東芝EMIに移籍。オリジナル・アルバムは1988年以降リリースされていない。
デビュー前はピアノの弾き語りをやっていたなどのエピソードが残っているものの、レコード・デビュー以降は、メディアへの露出も極端に少なく、ライブ活動も行っていない。しかしながらセールスも上々だった。
メディアへの露出の少なさと本人の美貌もあいまってミステリアスなイメージがあり、レギュラーのラジオ番組も詩の朗読が主で、数少ないラジオのゲスト出演でもあまり発言をしなかった。テレビ東京系の音楽番組に出演した時でさえ画面に薄いフィルターがかかっていたエピソードがある。
また現在、数少ないテレビ出演の中で、日本テレビ系で放送されていた『コッキーポップ』が「コッキーポップTV」として市販されている。8巻セット中の2曲ではあるが貴重な映像資料となっている。「Lonely Lonely」が2ヶ月ほど番組のテーマ曲となったことがあり、初回はサンフランシスコのVTRと共に門あさ美本人がフルコーラスで歌唱する姿、司会の大石吾朗と話をする姿も放送された。会話の中で大石吾朗は、門さんは恥ずかしがり屋で中々お喋りをしてくれないんですが…と、とても困る表情を見せていた。一方、門本人からは友達とはワイワイ話す、コッキーポップに出演したのを見た友達に、もっとちゃんと喋ったら？と言われた、それでも精一杯喋っているつもりと大石吾朗に笑いながら伝えていた。「Lonely Lonely」はサビの部分から出来上がり、その日に全て完成させた、入って来た少しの印税はヤマハの電子ピアノを買い、残りは貯金をしたというエピソードも話し、大石吾朗から、自分の曲がコッキーのテーマ曲になるのはどうですか？と聞かれ、嬉しいですと笑顔を見せていた。
何曲かの例外を除き作詞作曲をすべて手がけており、その素材にアレンジャーの意向が反映されているため、曲調やアルバムのカラーが変化に富んでいる。特に後期2枚の東芝EMIからのアルバムは、高橋幸宏がプロデュースしており、そのサウンドにプロデューサーのカラーが色濃く反映されている。
いくつかのアルバムが廃盤で入手が困難な時期があり、その影響でインターネットオークションでは比較的高値でCDが取引された時期があった。
2002年にテイチク時代のシングルA・B曲両曲と、本人が選んだアルバムからの曲を集めたベスト盤2枚組CDに14年ぶりの新曲が1曲収録された。
2007年10月17日、通販限定でCD5枚組＋DVDのボックスセットを発売。「SIMULATION」が初CD化された。
2007年10月24日にテイチク時代のアルバム『Fascination』から『BELLADONNA』までの7タイトルが、リマスタリングされ、紙ジャケット仕様で再発された。
2019年、伊藤蘭のソロ・アルバム『My Bouquet』に作詞・作曲した「walking in the cherry」を提供して久々にメディアに名前が登場したが、本人についての近況は不明。

## ディスコグラフィー

### シングル
| 枚                                  | 発売日                              | タイトル                            | c/w                                 |
| テイチクレコード / ユニオンレコード | テイチクレコード / ユニオンレコード | テイチクレコード / ユニオンレコード | テイチクレコード / ユニオンレコード |
| ----------------------------------- | ----------------------------------- | ----------------------------------- | ----------------------------------- |
| 1st                                 | 1979年9月5日                        | ファッシネイション                  | ブルー                              |
| 2nd                                 | 1979年12月5日                       | モーニング・キッス                  | Night                               |
| 3rd                                 | 1980年6月25日                       | Lonely Lonely                       | Honey                               |
| 4th                                 | 1980年9月5日                        | Season                              | Hold My Heart                       |
| 5th                                 | 1981年5月25日                       | お好きにせめて                      | 自画像                              |
| 6th                                 | 1981年9月25日                       | 月下美人                            | プロミス                            |
| 7th                                 | 1983年4月21日                       | 感度は良好                          | Mrs.アバンチュール                  |
| 8th                                 | 1984年2月21日                       | 美姫伝説                            | 恋人からの離陸                      |
| 東芝EMI / EASTWORLD                 |                                     |                                     |                                     |
| PROMOTION                           | 1987年                              | Anti Fleur                          | ひまわり                            |
| 9th                                 | 1987年11月25日                      | ここにいるの                        | ほとり                              |

### オリジナルアルバム
| 枚                                  | 発売日                              | タイトル                            | 順位                                |
| テイチクレコード / ユニオンレコード | テイチクレコード / ユニオンレコード | テイチクレコード / ユニオンレコード | テイチクレコード / ユニオンレコード |
| ----------------------------------- | ----------------------------------- | ----------------------------------- | ----------------------------------- |
| 1st                                 | 1979年12月5日                       | Fascination                         | 79位                                |
| 2nd                                 | 1980年10月5日                       | Sachet                              | 16位                                |
| 3rd                                 | 1981年7月5日                        | セミ・ヌード                        | 16位                                |
| 4th                                 | 1982年7月5日                        | Hot Lips                            | 10位                                |
| 5th                                 | 1983年4月21日                       | PRIVATE MALE                        | 9位                                 |
| 6th                                 | 1984年3月5日                        | 麗 (u ra ra)                        | 14位                                |
| 7th                                 | 1985年4月5日                        | BELLADONNA                          | 10位                                |
| 8th                                 | 1985年12月4日                       | SIMULATION                          | 63位                                |
| 東芝EMI / EASTWORLD                 |                                     |                                     |                                     |
| 9th                                 | 1987年4月6日                        | Anti Fleur                          | 21位                                |
| 10th                                | 1988年4月6日                        | La Fleur Bleue                      | 58位                                |

### ベスト・アルバム
| 枚                                  | 発売日                              | タイトル                                | 備考                                                                                       |
| テイチクレコード / ユニオンレコード | テイチクレコード / ユニオンレコード | テイチクレコード / ユニオンレコード     | テイチクレコード / ユニオンレコード                                                        |
| ----------------------------------- | ----------------------------------- | --------------------------------------- | ------------------------------------------------------------------------------------------ |
| 1st                                 | 1983年9月21日                       | Ms.                                     | 『Fascination』から『Hot Lips』までのベスト                                                |
| 2nd                                 | 1986年12月16日                      | POP ART                                 | シングルベスト                                                                             |
| 3rd                                 | 1986年12月16日                      | ENNUI                                   |                                                                                            |
| 4th                                 | 1987年4月21日                       | ASAMI KADO THE BEST 1979-1985           |                                                                                            |
| 5th                                 | 1988年9月21日                       | 門あさ美ベストコレクション              |                                                                                            |
| テイチクエンタテインメント          |                                     |                                         |                                                                                            |
| 6th                                 | 2002年12月4日                       | ASAMI KADO TWIN VERY BEST COLLECTION    | オリジナル・アルバム未収録曲と新曲を含む                                                   |
| キングレコード                      |                                     |                                         |                                                                                            |
| 7th                                 | 2003年3月26日                       | 門あさ美ベスト                          | キングレコードより発売のポプコン・スーパー・セレクションの1枚 テイチクと東芝から全16曲収録 |
| 8th                                 | 2006年12月21日                      | ポプコン・マイ・リコメンド 門あさ美     | キングレコードより発売のポプコン・マイ・リコメンドの1枚 テイチクと東芝から全18曲収録       |
| テイチクエンタテインメント          |                                     |                                         |                                                                                            |
| 9th                                 | 2002年12月4日                       | Present Asami Kado 〜30th Anniversary〜 | 2CD＋1DVD テイチクと東芝から全43曲収録                                                     |

### BOX
| 枚                         | 発売日                     | タイトル                                                   | 備考                                                                          |
| テイチクエンタテインメント | テイチクエンタテインメント | テイチクエンタテインメント                                 | テイチクエンタテインメント                                                    |
| -------------------------- | -------------------------- | ---------------------------------------------------------- | ----------------------------------------------------------------------------- |
| 1st                        | 2007年10月17日             | fountain in fountain asami kado -asami kado 1979-2002 box- | 通販限定でCD5枚組＋DVDのボックスセット 擬似ライブアルバム『SIMULATION』初CD化 |

### タイアップ曲
| 楽曲         | タイアップ                                |
| ------------ | ----------------------------------------- |
| 月下美人     | 東亜国内航空『air九州』イメージソング     |
| ここにいるの | FUJITSU TEN CAR AUDIO Biyo イメージソング |

### 主なアレンジャー
- 戸塚修
- 鈴木茂
- 松任谷正隆
- 大村雅朗
- 瀬尾一三
- 井上鑑
- 松岡直也
- 惣領泰則
- 鷺巣詩郎
- 岩崎工
- 白井良明
- 大村憲司
- 高橋幸宏

## 出演
- 『あさ美のファンシーナイト』（東海ラジオ放送、1980年4月7日 - 1982年7月15日）
- 『グラスハウス’80』（テレビ東京、1980年10月5日, 10月18日）

## 写真集
- 『Ms. Asami Kado　門あさ美写真集』川人忠幸 (1983年10月、ワニブックス）ISBN 4-584-20076-9